# 応徳寺
応徳寺（おうとくじ）は岐阜県郡上市大和町栗巣にある阿弥陀如来を本尊とする浄土真宗大谷派の寺院で、山号は月光山と称する。
創建不詳、開基不明。もとは白山本宮長滝寺の末寺であったと伝わる。明徳3年（1392年）に蓮西が綽如上人に帰依してより浄土真宗に改める。文明5年（1473年）蓮如上人より山号及び六字名号、十字名号を付与された。宝暦9年（1759年）に郡上郡牧村の地主、彦右衛門が夢告により発掘した郡上郡の旧主ゆかりの寺、東林寺の出土物が預けられた。昭和58年にこれらの出土物及びその記録が岐阜県の文化財に指定されている。その他に大永2年（1522年）の方便法身尊形と寛永6年（1639年）に制作された蓮如上人画像を所蔵する。